# Світле майбутнє
Світле майбутнє — світоглядне, релігійне та філософське поняття, аналогічне утопії Царства Небесного на землі, яке з одинаковим успіхом використовують у своїх дискурсах як віруючі, так і атеїсти. У ХХ ст. поняття активно використовувалось у країнах Європи: переважно у країнах колишньої Російської імперії, які склали СРСР, у тому чи іншому контексті.